# Herman Closson
Herman Closson, né le 11 janvier 1901 à Saint-Gilles (Belgique) et mort le 16 septembre 1982 à Watermael-Boitsfort, est un écrivain belge qui s'oriente assez vite vers le théâtre.

## Biographie
Herman Closson est ami au lycée à Bruxelles avec deux futurs écrivains de renom, Henri Michaux et Camille Goemans.

## Théâtre
Closson cherche de préférence l'inspiration dans le passé avec Godefroid de Bouillon (prix triennal du théâtre de la Communauté française de Belgique 1935), Le Jeu des quatre fils Aymon, Borgia, Sire Halewijn.
« Il ne s'agit pas de recréer le passé, il faut chercher à travers celui-ci les motivations profondes de l'âme. »[réf. nécessaire]
En 1942, la représentation du Jeu des quatre fils Aymon, une évocation des trois frères révoltés contre Charlemagne, est un appel évident, à travers la légende de Bayard, à la résistance d'une nouvelle « Ardenne », terre brûlante de sang wallon est-il dit à la fin de la pièce. Cette œuvre est à la base du premier grand ballet populaire de Maurice Béjart, Les Quatre Fils Aymon.
Closson a également écrit une pièce dont l'action se situe au vingtième siècle, Faux-jour, publiée en 1945 aux éditions du Sablon (Bruxelles-Paris) et commentée en page 109 du Dictionnaire des œuvres, tome III consacré au théâtre, des Lettres françaises de Belgique de Robert Frickx et Raymond Trousson, éditées par Duculot en décembre 1989.

## Œuvres
- Le Savalier seul, Paris : Vanderberg, 1925, in-12, 188 p.
- Alceste ou l'Epêché, Marseille : Cahiers du Sud, 1928, in-12, 32 p.
- Le scribe accroupi, Bruxelles : Nouvelle Société d'éditios, 1937, in-16, 141 p.
- De l'art dramatique, Bruxelles : Les Editions Lumière, 1941, in-8°, 92 p.
- Le Comédien, Bruxelles : Editions du Cercle, 1942, in-16, 58 p.
- Godefroid de Bouillon, Bruxelles : Editions universitaires, 1944, in-8°, 154 p.
- Le Jeu des quatre fils Aymon, Bruxelles : Editions de la Toison d'or, 1943, in-12, 256 p.
- Borgia. L'Épreuve du feu, Bruxelles : Editions du Houblon, 1944, in-18, 329 p.
- Shakespeare ou la Comédie de l'aventure, Bruxelles : Editions universitaires, 1945, in-8°, 128 p.
- Le Théâtre, cet inconnu, Bruxelles : Editions Formes, 1945, in-12, 143 p.
- Borgia. Faux-jour, Bruxelles : Les Editions de Visscher, 1956, in-16, 216 p.
- Le Sang de l'amazone, Bruxelles : Edition des Artistes, 1959,in-16, 71 p.
- Godefroid de Bouillon. Quinze jeux de scène, Bruxelles : Le Cabestan, 1960, in-12, 128 p.
- Le Cavalier seul. William ou la Comédie de l'aventure. Halewyn. Notes sur le Théâtre, préface de Jean Mogin, Bruxelles, éditions Jacques Antoine, 1972